# Malta na Letnich Igrzyskach Olimpijskich 1980
Maltę na Letnich Igrzyskach Olimpijskich 1980 reprezentowało ośmioro zawodników (siedmiu mężczyzn i jedna kobieta). Był to siódmy występ reprezentacji Malty na letnich igrzyskach.

## Kolarstwo
- Joseph Farrugia
Wyścig indywidualny ze startu wspólnego – nie ukończył
Drużynowa jazda na czas – 20 miejsce

- Albert Micallef
Wyścig indywidualny ze startu wspólnego – dyskwalifikacja
Drużynowa jazda na czas – 20 miejsce

- Carmel Muscat
Wyścig indywidualny ze startu wspólnego – nie ukończył
Drużynowa jazda na czas – 20 miejsce

- Alfred Tonna
Wyścig indywidualny ze startu wspólnego – nie ukończył
Drużynowa jazda na czas – 20 miejsce

## Łucznictwo
Kobiety
- Joanna Agius – 28 miejsce

Mężczyźni
- Leo Portelli – 38 miejsce

## Strzelectwo
- Frans Chetcuti
Trap – 28 miejsce

- Larry Vella
Trap – 11 miejsce